# چارلز پانزی
چارلز پانزی (انگلیسی: Charles Ponzi; زاده ۳ مارس ۱۸۸۲ – درگذشته ۱۸ ژانویهٔ ۱۹۴۹) به ظاهر یک بازرگان اهل ایالات متحده آمریکا و دراصل مجری یک سیستم کلاهبرداری بود که به نام خود وی شهرت یافت.
او با خرید کوپن‌های تخفیفی اداره پست و تعهد دادن آن‌ها در آمریکا و کشورهای دیگر به سرمایه‌گذاران وعده ۵۰ درصد سود را در ۴۵ روز یا ۱۰۰ درصد سود در ۹۰ روز می‌داد. در حالی که او با استفاده از سرمایهٔ سرمایه‌گذاران پیشین و همچنین سرمایه‌گذاران جدید، سود اولین‌ها را پرداخت می‌نمود. در حالی که این کلاهبرداری چندین سال توسط او پیش رفته بود و با نام خود او (پانزی) شناخته می‌شد توانست در حدود یکسال ۲۰ میلیون دلار کسب کند.
ممکن است پانزی از طرح ویلیام فلی میلر William F. Miller، یکی از کتاب فروش‌های بروکلین که در سال ۱۸۹۹ از همان طرح استفاده کرده بود و تا یک میلیون دلار گرفته بود، الهام گرفته باشد. علاوه بر این دو شخص، چارلز دیویل ولز Charles Deville Wells مردی که در بانک مونت کارلو کار می‌کرد یک طرح بسیار شبیه را در فرانسه که به نام لوسیان ریویر Lucien Rivier شناخته می‌شود در سال ۱۹۱۰ اجرا کرد. طرح وی با تأسیس یک بانک شکل گرفت و بیش از ۶۰۰۰ قربانی در ظرف یکسال داشت.

## تاریخچه
چارلز پانزی در طول تابستان ۱۹۱۹، تصمیم گرفت تا برای خودش کار کند و دیگر برای دیگران کار نکند و دفتر کوچکی برای خود را در خیابان بوستون راه اندازی کرد و به افرادی که می‌خواستند ایده‌های خود را در اروپا بفروش برسانند فرصت‌ها را معرفی می‌کرد. چند هفته بعد، پونزی یک نامه از یک شرکت در اسپانیا در مورد فرصت‌های تبلیغات دریافت کرد. در داخل پاکت یک کوپن پاسخ بین‌المللی (international reply coupon) یا به اختصار IRC بود، چیزی که او قبلاً هرگز ندیده بود. او دربارهٔ IRC پرسید و ضعف‌های سیستم را یافت که در تئوری اجازه می‌داد او کسب درآمد داشته باشد.
هدف کوپن پاسخ پستی این بود که به شخص دیگری در یک کشور اجازه دهد آن را به معامله‌کننده دیگری در کشور دیگر ارسال کند که می‌توانست از آن برای پرداخت هزینه‌های ارسال استفاده کند.
IRCها برای پرداخت هزینه‌های حمل و نقل پستی در کشور خریداری می‌شدند، این مقادیر با توجه به موقعیت‌ها و کشورها متفاوت بود که یک سود بالقوه را شامل می‌شد. تورم پس از جنگ جهانی اول هزینه‌های پستی اتریش که به دلار آمریکا بود را به شدت کاهش داد، به‌طوری‌که IRC در ایتالیا ارزان شد و پانزی ادعا کرد که سود خالص این معاملات پس از اتمام کار و هزینه‌ها انجام شده بیش از ۴۰۰ درصد خواهد بود.
پونزی با مشاهده این فرصت، کار ترجمه خود را ترک کرد تا طرح IRC خود را اجرا کند، اما نیاز به سرمایه‌گذاری زیادی برای خرید این IRCها با ارزهای اروپایی ارزان‌تر داشت. او ابتدا سعی داشت پولی از بانک‌ها از جمله شرکت معتبر هانوور دریافت کند تا این IRCها را بخرد، اما آن‌ها قانع نشدند.
پانزی ناامید شد، یک شرکت سهامی را راه اندازی کرد تا این پول را از مردم به دست آورد. او همچنین به چند تن از دوستانش در بوستون قول داد که سرمایه آن‌ها را تنها در ۹۰ روز دو برابر کند. او بعدها این مدت را به دوتا ۴۵ روزه با ۵۰٪ کاهش داد، یعنی در عرض سه‌ماه پول دو برابر شود. این در شرایطی بود که بانک‌ها تنها ۵٪ سود سالانه داشتند. بازدهی فوق‌العاده از IRCها به او تنها توجیه او برای این مقدار سود بود. بعضی از افراد با توجه به این وعده‌ها شروع به سرمایه‌گذاری با مبالغی نظیر ۷۵۰، ۱۲۵۰ و حتی بیشتر کردند.

## ضررهایی که مردم در این طرح کردند
این خبر علاوه بر بانک اعتماد هانوور، پنج بانک دیگر را نیز ورشکسته کرد.
سرمایه‌گذاران او عملاً از بین رفتند، دریافت کمتر از ۳۰ سنت به ازای هر دلار.
سرمایه‌گذاران او در کل حدود ۲۰ میلیون دلار در سال ۱۹۲۰ دلار (به عبارتی معادل ۲۲۵ میلیون دلار در سال ۲۰۱۱) را از دست دادند.